# Cristian-Silviu Bușoi
Cristian-Silviu Bușoi (Drobeta-Turnu Severin, 1º marzo 1978) è un politico rumeno.
Iscritto al Partito Nazionale Liberale, è parlamentare europeo dal 2007 e presidente della Commissione per l'industria, la ricerca e l'energia del Parlamento europeo dal 2019.

## Carriera
Nato a Drobeta-Turnu Severin nel 1978, è laureato in medicina all'Università di medicina e farmacia Carol Davila di Bucarest.
Si è iscritto al Partito Nazionale Liberale nel 1996 e nel 2004 è stato eletto prima nel consiglio comunale di Bucarest dove è rimasto da maggio e dicembre e poi alla Camera dei deputati, dove ha lavorato ad una legge che abolisse la leva obbligatoria.
Nel 2007, dopo l'ingresso della Romania nell'Unione europea si candida alle elezioni europee e viene eletto al Parlamento europeo, dimettendosi quindi da deputato nazionale. Rieletto nel 2009 entra nella commissione per il mercato interno e la protezione dei consumatori, facendo anche da relatore della riforma del Mercato europeo comune. Nel 2013 si dimette dal Parlamento europeo, poiché viene nominato dal Governo per l'incarico di responsabile del Fondo nazionale di assicurazione sanitaria, incarico che lascia però alla caduta del Governo del PNL l'anno dopo. Nel 2014 si candida quindi nuovamente alle elezioni europee venendo rieletto eurodeputato. Nel 2018 si candida alla presidenza nazionale del Partito Nazionale Liberale perdendo però contro Ludovic Orban. Nel 2019 viene rieletto per la quarta volta al Parlamento europeo, e dopo la nomina della connazionale Adina-Ioana Vălean a commissario europeo per i Trasporti, la sostituisce come presidente della Commissione per l'industria, la ricerca e l'energia del Parlamento europeo.
In seguito al congresso del PNL del 25 settembre 2021, che elesse Florin Cîțu alla presidenza, venne nominato vicepresidente del partito con competenze sulla salute.